# ラブドール

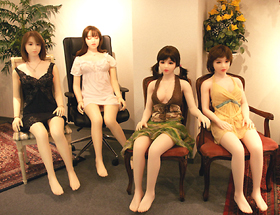
ラブドールの例（オリエント工業）

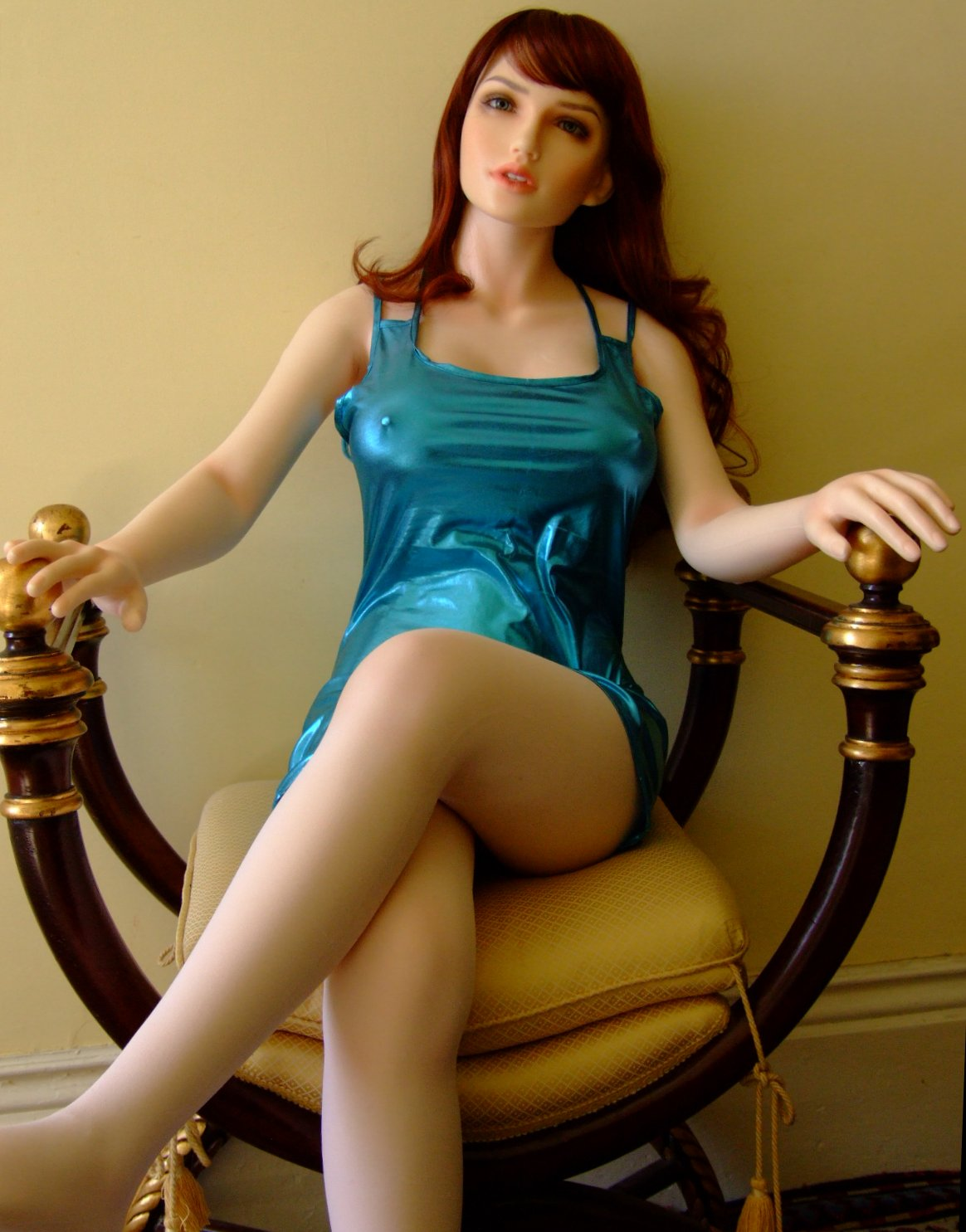
西洋人風のラブドール

ラブドールとは、主に男性がセックスを擬似的に楽しむための実物の女性に近い形状の人形。ダッチワイフと呼ばれる同様の目的で作られた人形の一種で、特に皮膚に相当する部分がシリコーンなどで作られ感触や形状が実物の女性に近い高価な人形を指す。
実物の男性に近いラブドールもわずかながら存在するが、この記事では女性ラブドールについて記す。

## 概要
主に男性がセックスを擬似的に楽しむための実物の女性に近い形状の人形であるが、セックスに限らず愛玩、観賞、写真撮影などにも使用されることがある。皮膚や女性器も実物に近い感触の素材や形状で作られている。女性器を模った専用のオナホールを着脱できるものも多く、洗浄が容易になっている。一般に、頭部は付け替えて好みの顔を選ぶことができる。内部に金属製の骨格があり、腕や脚が可動して様々な姿勢を維持できるものが多い。形状や感触は実物に近いが、身長は比較的小さく体重も軽いものが多い。また、体温は再現されていないため、触ると冷たい（最近になってオプションにより体温を上げる機能がある物も販売されている。）皮膚に相当する素材にはシリコーン、エラストマー、ソフトビニールなどが使用されている。

### シリコーン製
シリコーン製ラブドール（シリコーンドール）の多くは骨格が内蔵されており、ある程度自由なポーズを取らせることができる。シリコーンの弾力で元に戻らないよう関節を固定し、ポージングを決める。また、シリコーンは比重が高いので内部もシリコーンを使用すると体重が実際の人間に近づくが、自分では動かないことから抱いたときに重量感がある。そこで、ウレタンや繊維強化プラスチック (FRP) などの中子を入れ、軽量化を図っている。中子は骨格を兼ねる場合があるほか、体形などを形作る役目も持つ。一般的なシリコーン製ラブドールは、骨格、中子、皮膚の役目をするシリコーンの三重構造を持っている。等身大のもので、重量は20 - 35kg程度、価格は50 - 60万円台となっている。
シリコーンの摩擦強度は高いが引き裂き強度は低く、膣以外に肛門を作って使用すると裂ける恐れがあるため、肛門はない。また、口を大きく開けさせることも困難であることからフェラチオも難しいが、感触は素材の改良やシリコーンの二層構造などにより、改善されつつある。
近年は本物の女性に近づけるべく、可愛らしくまた美しい顔も追求されており、清楚系やギャル系、幼い系など、頭部の種類も豊富である。頭部、胴体、腕、脚の各パーツが簡単に着脱可能なものも発売されており、好みに応じて選択することができる。頭髪は専用のかつらを装着するが、一般に市販されているものを装着させることもできる。

### エラストマー製
新素材の熱可塑性エラストマー (TPE) はシリコーンより安価で柔らかいため、よく使用されるようになった。より女性の肌の感触に近くなったとされるが、傷付きやすいという欠点もある。2010年台後半より中国メーカーのTPEドールが盛んに発達し、顔（ヘッド）の種類やメーカー、ボディなどの選択技も多いため、ドール界では定番となりつつある。成人ドールでも価格は10万台からとそれまでのものと比べると圧倒的に低価格で高品質なドールをお迎え（購入）可能になったことでドールの世界へ足を踏み入れやすくなった。

### ソフトビニール製
ソフトビニール製はシリコーン製に比べて価格が安い。フィギュア人形や玩具として一般的な小型のソフトビニール人形と同じ素材であるが、ラブドールはほぼ等身大の大型であるため、ソフトビニールのみで形状を保つことは困難である。そのため、内部に発泡ウレタンなどを充填して形状を保っている。骨格はなくソフトビニール部材どうしで結合されているため、関節部は360度回転する。高級品であるシリコーン製に比べ、丈夫で安価で軽量ではあるものの、見た目に実物らしくない点、手触りも人体に近いとはいえず、乳房なども固いという欠点を持つ。

## 処分の問題

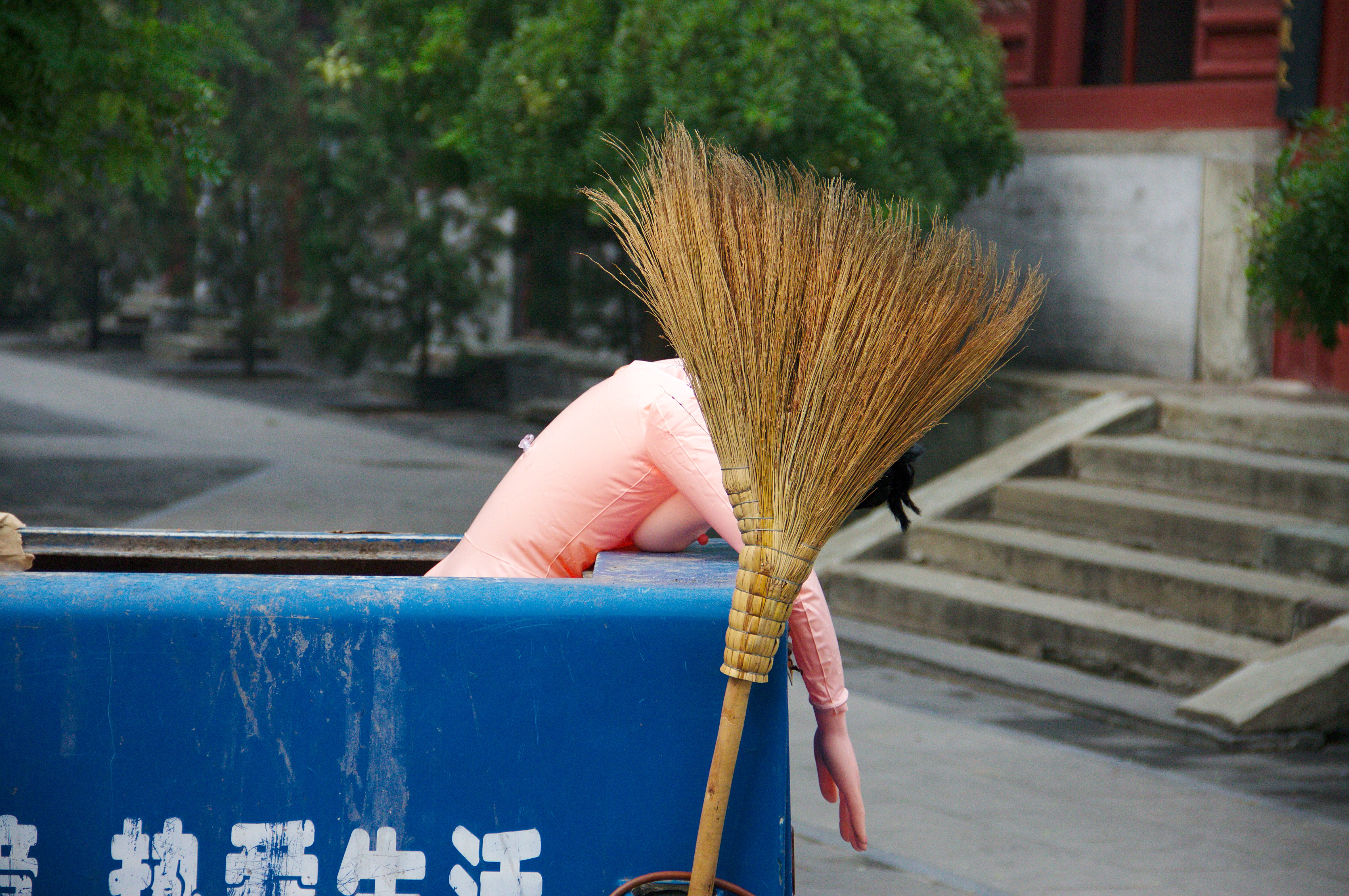
捨てられたラブドール（中国での事例）

ラブドールは細かく切断して分別廃棄するには手間と時間がかかり、そのまま家庭ごみとして廃棄する場合、多くの自治体では粗大ゴミとして扱われることになるが、モノの性格上家庭ごみとして出すには抵抗があるという人も少なくない。不法投棄され死体と間違われる可能性も大いにある。
このようなことから、オリエント工業では、不用ラブドールを「里帰り」と称し無償または有償で引き取りメーカーの方で廃棄することも行っている。また、ラブドールはオナホールが着脱式のため、里子里親の仲介、中古買取などの仲介者による中古品の有料斡旋もある。
不用になったラブドールを無料処分してくれる業者もある。 ただし、無料処分が可能のラブドールはあくまでリサイクル品として再利用できる状態に限る。著しい破損、腐敗、汚れ、色移り、金属骨格露出、分解・解体済みの状態では処分されず、着払いで返送されてしまうので注意が必要。

## コピー商品に関して
熱可塑性エラストマ（TPE）製ドールはオリジナルの商品を雛形にしモールドをつくりコピー商品を作ることが非常に容易なため、有名人気商品の多くはコピー商品が製造され安価に販売されている。そのような偽造商品を販売する会社のオンラインカタログでは正規商品のカタログ写真が不正に使われており、購入者が購入前にその商品が正規品であるか偽造品であるかを見抜くことは難しい。偽造品販売業者の多くは商品のブランド名を隠して販売するかもしくは自社のブランド名で販売しているが、中には堂々と正規ブランド品を謳いながら偽造品を売りつけている業者も稀に存在している。
正規品販売業者の多くはメーカーからの正規品販売業者証書を発行されており、それをWEBサイト上で公開している。そうした販売業者はメーカーからも監視されているため、価格もメーカー希望小売価格に準じておりおしなべて価格が高い傾向にある。

## セックスボット
2017年、アメリカ合衆国のカリフォルニア州に拠点を置く企業、アビス・クリエーションズ（Abyss Creations）は2017年、セックスボットの発売を決めた。人間のように話したり動いたりするリアルなロボットであるという。セックスボットは、人間向けのロボットのセックスパートナーとして開発され、人工知能を駆使し金属とゴムおよび樹脂製ででき、人間のセックスの相手をできるようにプログラミングされたものであり、従来のダッチワイフとは一線を画す画期的なものである。
人工知能の第一人者でもあるデービッド・レビー（David Levy）は、ロンドン大学ゴールドスミスカレッジ（Goldsmiths, University of London）で開催された「ロボットとの愛とセックスに関する国際会議」の席上において、「セックスボットの第1号の誕生に伴い、ロボットとのセックスは2017年中には現実化される」と発言した。また、2050年にはロボットとの結婚もありうるとの見解を示した。未来の性パートナーは「嫉妬、傲慢、自慢、無礼とは無縁で、我慢強く優しく愛らしいものとなるだろう」と語り、それを可能にするソフトウェアは数十年以内に開発される可能性が高いと発言した。

## ラブドールをテーマとした作品
- ヴィリエ・ド・リラダン『未来のイヴ』（1880年）
- 業田良家『ゴーダ哲学堂 空気人形』 - 2009年に『空気人形』のタイトルで映画化。
- 原田重光・萩尾ノブト 『ユリア100式』（2006〜2010年『ヤングアニマル』連載　白泉社)
- 高月靖『南極1号伝説 ダッチワイフからラブドールまで 特殊用途愛玩人形の戦後史』（2008年 バジリコ）
- 津原泰水『たまさか人形堂物語』（2009年文藝春秋社）- 第2話「恋は恋」
- 虚飾集団廻天百眼『冥婚ゲシュタルト』（2014年、2016年）
- 篠山紀信『LOVE DOLL ×SHINOYAMA KISHIN』（2017年 小学館）
  - 篠山紀信撮影『アサヒカメラ2018年1月号 巻頭グラビア』（2017年 朝日新聞出版）

2018年は“＜人形協力＞4woods、早乙女トトロ、七彩”とあり、人間モデルではないが人形を特定する重要な情報としてこれを記載した。 4woodsはラブドール製造メーカー、早乙女トトロはラブドールレンタル店エロエロ天使店主、七彩はマネキン人形製造メーカーである。
- ぴのきみまる 『星のラブドール』（2022〜2024年『RYU COMICS』徳間書店)

## ラブドールを扱った映像作品
- 『ラースと、その彼女』（2007年　アメリカ映画）
- 『純情メイド物語』＊成人映画
  - 監督：長江隆美　DVD発売日：2006年11月25日　販売元：ながえスタイル　収録時間：72分
  - ドール：オリエント工業製 ジュエルライト [要出典]
- 『純情メイド物語第二章』＊成人映画
  - 監督：長江隆美　DVD発売日：2006年8月25日　販売元：ながえスタイル　収録時間：95分
  - ドール：オリエント工業製 ジュエルライト [要出典]
- 『空気人形』＊R15+指定
  - 監督・脚本・編集：是枝裕和　劇場公開日：2009年9月26日　DVD発売日：2010年3月26日　販売元：バンダイビジュアル　収録時間：116分
- 『ラブドール 抱きしめたい!』
  - 監督：村上賢司 　劇場公開日：2009年10月10日　DVD発売日：2009年11月20日　販売元：エースデュースエンタテインメント　収録時間：65分
  - ドール：オリエント工業製 ジュエル　葵、小雪、めぐ、麗、愛、智子、キララ、空、凛[要出典]
- 『いもうと　りん』＊成人映画
  - DVD発売日：2011年2月19日　収録時間：65分　メーカー：SODクリエイト
  - ドール：オリエント工業製 ＮＡＮＯシリコン　バスト小　雛[要出典]
- 『体温』
  - 監督：緒方貴臣　劇場公開日：2013年2月23日　DVD発売日：2013年11月2日　販売元：アルバトロス　収録時間：72分
  - ドール：オリエント工業製:アンジェバスト大　みずき[要出典]
- 『LOVETOPIA(ラブトピア)』BSフジ および DVD 上巻・下巻
  - 演出プロデューサー：住田崇　脚本：オークラ　TV放送：2013年12月27日BSフジ　DVD発売日：2013年3月19日　発売元：ポニーキャニオン　収録時間：各60分
  - ドール：オリエント工業製 アンジェ・ジュエル・ＮＡＮＯ・セパレート・PURE他　小雪・絵梨花・杏奈・アリス・雛他[要出典]
  - 「LOVE TOPIA（ラブトピア）PRムービー」
- 『BSフジ開局15周年記念ドラマ リアルホラー 第4話　クライアイズ』BSフジ
  - 監督：寺内康太郎　原作：鈴木光司　TV放送：2015年3月22日BSフジ
  - ドール：オリエント工業製:アンジェバスト大・ジュエル・セパレート　小雪・みずき・愛
- 『女のかわいさはんぱない！』
  - 監督：庭月野議啓　DVD発売日：2015年11月20日　販売元：[テイチクレコード]
  - ドール：オリエント工業製:みずき、杏奈、絵梨花、小雪、恵、ゆい
  - 「女のかわいさはんぱない!」
- 『ロマンスドール』＊PG12指定
  - 監督・脚本：タナダユキ　劇場公開日：2020年1月24日　Blu-ray･DVD発売日：2020年7月3日　販売元：ハピネット　収録時間：123分

## ラブドールをテーマとしたイベント
- 『人造乙女博覧会』（2007年6月18日〜6月30日　ヴァニラ画廊）
- 『人造乙女博覧会 II』（2010年4月26日〜5月15日　ヴァニラ画廊）
- 『人造乙女博覧会 III』（2012年10月8日〜10月20日　ヴァニラ画廊）

オリエント工業35周年記念特別展示。
- 『ローリー・シモンズ展　The Love Doll: Days9-35』（2009年4月20日（土）～5月25日　小山登美夫ギャラリー）
- 『篠山紀信　写真展　LOVE DOLL ×SHINOYAMA KISHIN』（2017年4月29日（土）～5月14日　アツコバルー）

## 主なラブドールメーカー

### アメリカ合衆国
- リアルドール

### 日本
- 4woods
- オリエント工業(2024年閉鎖予定であったが、後に事業継続を発表）
- アルテトキオ
- LEVEL-D（2023年閉鎖）
- Doll atelier Apricot
- シリコンアート
- ライフドール
- make pure

### 中華人民共和国
- SINO-DOLL
- 人造人科技
- AXBDOLL
- WMDOOL
- アート技研
- 星艺科技
- Sanhui Doll
- SM Doll
- JY DOLL
- FUDOLL
- EX DOLL